# Friends in Love (Dionne Warwick)
Friends in Love è un album della cantante statunitense Dionne Warwick (accreditata nella copertina semplicemente come "Dionne"), pubblicato dall'etichetta discografica Arista nel 1982.
Dal disco, prodotto da Jay Graydon, vengono tratti i singoli Friends in Love e For You.
Il brano che dà il titolo al lavoro e Got You Where I Want You sono interpretati in duetto con Johnny Mathis.
L'album contiene le cover Can't Hide Love e Betcha by Golly Wow, mentre Never Gonna Let You Go viene incisa l'anno seguente come singolo nell'interpretazione di Sérgio Mendes, ottenendo un buon successo.

## Tracce

### Lato A
1. For You
2. Friends in Love (con Johnny Mathis)
3. Never Gonna Let You Go
4. Can't Hide Love
5. Betcha by Golly Wow

### Lato B
1. More Than Fascination
2. Got You Where I Want You (con Johnny Mathis)
3. With a Touch
4. What Is This
5. A Love So Right